# Marco Guida
Marco Guida (Pompeï, 7 juni 1981) is een Italiaans voetbalscheidsrechter. Hij is in dienst van FIFA en UEFA sinds 2014. Ook leidt hij sinds 2011 wedstrijden in de Serie A.
Op 31 januari 2010 leidde Guida zijn eerste wedstrijd in de Italiaanse eerste divisie. De wedstrijd tussen Chievo Verona en Bologna eindigde in een 1–1-gelijkspel. Hij gaf in dit duel alleen aan Chievo-verdediger Andrea Mantovani een gele kaart. Vier jaar later, op 17 juli 2014, floot de scheidsrechter zijn eerste wedstrijd in de UEFA Europa League. Botev Plovdiv en SKN Sankt Pölten troffen elkaar in de tweede kwalificatieronde (2–1). In dit duel deelde de Italiaanse leidsman vijf gele kaarten uit. Zijn eerste interland leidde hij op 4 september 2014, toen Kroatië in een oefenwedstrijd tegen Cyprus met 2–0 te sterk was door twee doelpunten van Mario Mandžukić. Alleen Mario Pašalić kreeg een gele kaart van Guida.
In april 2024 werd hij gekozen als een van de scheidsrechters die actief zouden zijn op het EK 2024 in Duitsland. Op het toernooi floot hij twee groepswedstrijden.

## Interlands
| Datum             | Plaats               | Wedstrijd                         | Uitslag | Competitie             | Kreeg geel | Kreeg voor de tweede keer geel en dus rood | Weggestuurd |
| ----------------- | -------------------- | --------------------------------- | ------- | ---------------------- | ---------- | ------------------------------------------ | ----------- |
| 4 september 2014  | Pula, Kroatië        | Kroatië – Cyprus                  | 2 – 0   | Vriendschappelijk      | 1          | 0                                          | 0           |
| 2 juni 2016       | Londen, Engeland     | Engeland – Portugal               | 1 – 0   | Vriendschappelijk      | 2          | 0                                          | 1           |
| 5 juni 2016       | Ljubljana, Slovenië  | Slovenië – Turkije                | 0 – 1   | Vriendschappelijk      | 5          | 0                                          | 0           |
| 23 maart 2018     | Turijn, Italië       | Servië – Marokko                  | 1 – 2   | Vriendschappelijk      | 3          | 0                                          | 0           |
| 2 juni 2018       | Londen, Engeland     | Engeland – Nigeria                | 2 – 1   | Vriendschappelijk      | 2          | 0                                          | 0           |
| 17 november 2018  | Ploiești, Roemenië   | Roemenië – Litouwen               | 3 – 0   | Nations League 2018/19 | 6          | 1                                          | 0           |
| 7 september 2019  | Londen, Engeland     | Engeland – Bulgarije              | 4 – 0   | EK 2020 kwalificatie   | 3          | 0                                          | 0           |
| 12 oktober 2019   | Tbilisi, Georgië     | Georgië – Ierland                 | 0 – 0   | EK 2020 kwalificatie   | 2          | 0                                          | 0           |
| 15 november 2020  | Tbilisi, Georgië     | Georgië – Armenië                 | 1 – 2   | Nations League 2020/21 | 2          | 0                                          | 0           |
| 25 maart 2021     | Granada, Spanje      | Spanje – Griekenland              | 1 – 1   | WK 2022 kwalificatie   | 2          | 0                                          | 0           |
| 1 juni 2021       | Wrocław, Polen       | Polen – Rusland                   | 1 – 1   | Vriendschappelijk      | 2          | 0                                          | 0           |
| 7 september 2021  | Bakoe, Azerbeidzjan  | Azerbeidzjan – Portugal           | 0 – 3   | WK 2022 kwalificatie   | 5          | 0                                          | 0           |
| 16 november 2021  | Helsinki, Finland    | Finland – Frankrijk               | 0 – 2   | WK 2022 kwalificatie   | 1          | 0                                          | 0           |
| 6 juni 2022       | Split, Kroatië       | Kroatië – Frankrijk               | 1 – 1   | Nations League 2022/23 | 2          | 0                                          | 0           |
| 20 juni 2023      | Wenen, Oostenrijk    | Oostenrijk – Zweden               | 2 – 0   | EK 2024 kwalificatie   | 1          | 0                                          | 0           |
| 7 september 2023  | Ljubljana, Slovenië  | Slovenië – Noord-Ierland          | 4 – 2   | EK 2024 kwalificatie   | 2          | 0                                          | 0           |
| 18 juni 2024      | Leipzig, Duitsland   | Portugal – Tsjechië               | 4 – 2   | EK 2024                | 2          | 0                                          | 0           |
| 25 juni 2024      | Dortmund, Duitsland  | Frankrijk – Polen                 | 1 – 1   | EK 2024                | 4          | 0                                          | 0           |
| 10 september 2024 | Boedapest, Hongarije | Hongarije – Bosnië en Herzegovina | 0 – 0   | Nations League 2024/25 | 3          | 0                                          | 0           |

Laatst bijgewerkt op 18 september 2024.